# قبر الصبوح (طور الباحة)

تعديل مصدري - تعديل

قبر الصبوح هي إحدى قرى عزلة طور الباحة بمديرية طور الباحة التابعة لمحافظة لحج، بلغ تعداد سكانها 151 نسمة حسب تعداد اليمن لعام 2004.